# Hải Hà, Nghi Sơn
Hải Hà là một xã thuộc thị xã Nghi Sơn, tỉnh Thanh Hóa, Việt Nam.

## Địa lý
Xã Hải Hà nằm ở phía nam thị xã Nghi Sơn, có vị trí địa lý:
- Phía đông giáp Biển Đông và xã Nghi Sơn
- Phía tây và phía nam giáp tỉnh Nghệ An
- Phía bắc giáp phường Hải Thượng.

Xã Hải Hà có diện tích 12,18 km², dân số năm 1999 là 6.332 người, mật độ dân số đạt 520 người/km².

## Lịch sử
Xã Hải Hà được thành lập vào ngày 14 tháng 12 năm 1984 trên cơ sở tách 2 làng Hà Nẫm và Quyết Tâm thuộc xã Hải Thượng.
Ngày 22 tháng 4 năm 2020, Ủy ban Thường vụ Quốc hội ban hành Nghị quyết số 933/NQ-UBTVQH14 thành lập thị xã Nghi Sơn trên cơ sở toàn bộ diện tích và dân số của huyện Tĩnh Gia. Xã Hải Hà thuộc thị xã Nghi Sơn như hiện nay.